# 姜旻局
姜旻局（：／ Kang Min-gook，1971年3月3日—），大韓民國保守派政治人物，第21屆國會議員。